# Oreophantes recurvatus
Oreophantes recurvatus är en spindelart som först beskrevs av James Henry Emerton 1913.  Oreophantes recurvatus ingår i släktet Oreophantes och familjen täckvävarspindlar. Inga underarter finns listade i Catalogue of Life.